# Werm
Werm (Limburgs: Werrem) is een dorp in de Belgische provincie Limburg, en een deelgemeente van Bilzen-Hoeselt, het was een zelfstandige gemeente tot aan de gemeentelijke herindeling van 1971.
Werm ligt ten zuiden van Hoeselt langs de weg van Bilzen naar Tongeren en heeft zich ontwikkeld van een Haspengouws landbouwdorp met vooral fruitteelt tot een woondorp.

## Etymologie
Werm werd voor het eerst vermeld in 1176 als Werme, de naam komt waarschijnlijk van worm (kronkelende beek).

## Geschiedenis
Worm was een Luikse heerlijkheid, welke aanvankelijk in bezit was van de families Van Werm, vanaf 1341 Van Marteal de Milmort, vanaf 1373 van De Bernar. In de eerste helft van de 15e eeuw kwam ze aan de familie Van den Bosch van Mopertingen, in 1449 aan Van Duras, in 1534 aan de familie Schroots. In 1535 vond een verdeling plaats, waarbij de familie Merode ook een deel kreeg toegewezen. In 1610 kwam de heerlijkheid weer geheel aan de familie Schroots. Naderhand raakte de heerlijkheid weer opnieuw verdeeld, en treden families naar voren als Van Horne (1642), Vaes (1645), Brouckmans (1672), van Eyll (1693) en Barthels (1770).
De kerk van Werm was onderhorig aan de parochie van Hoeselt en werd in 1834 een zelfstandige parochie.
Werm was een zelfstandige gemeente tot het bij de fusie van 1971 toegevoegd werd aan de gemeente Hoeselt, dat in 2025 op zijn beurt opging in de stad Bilzen-Hoeselt.

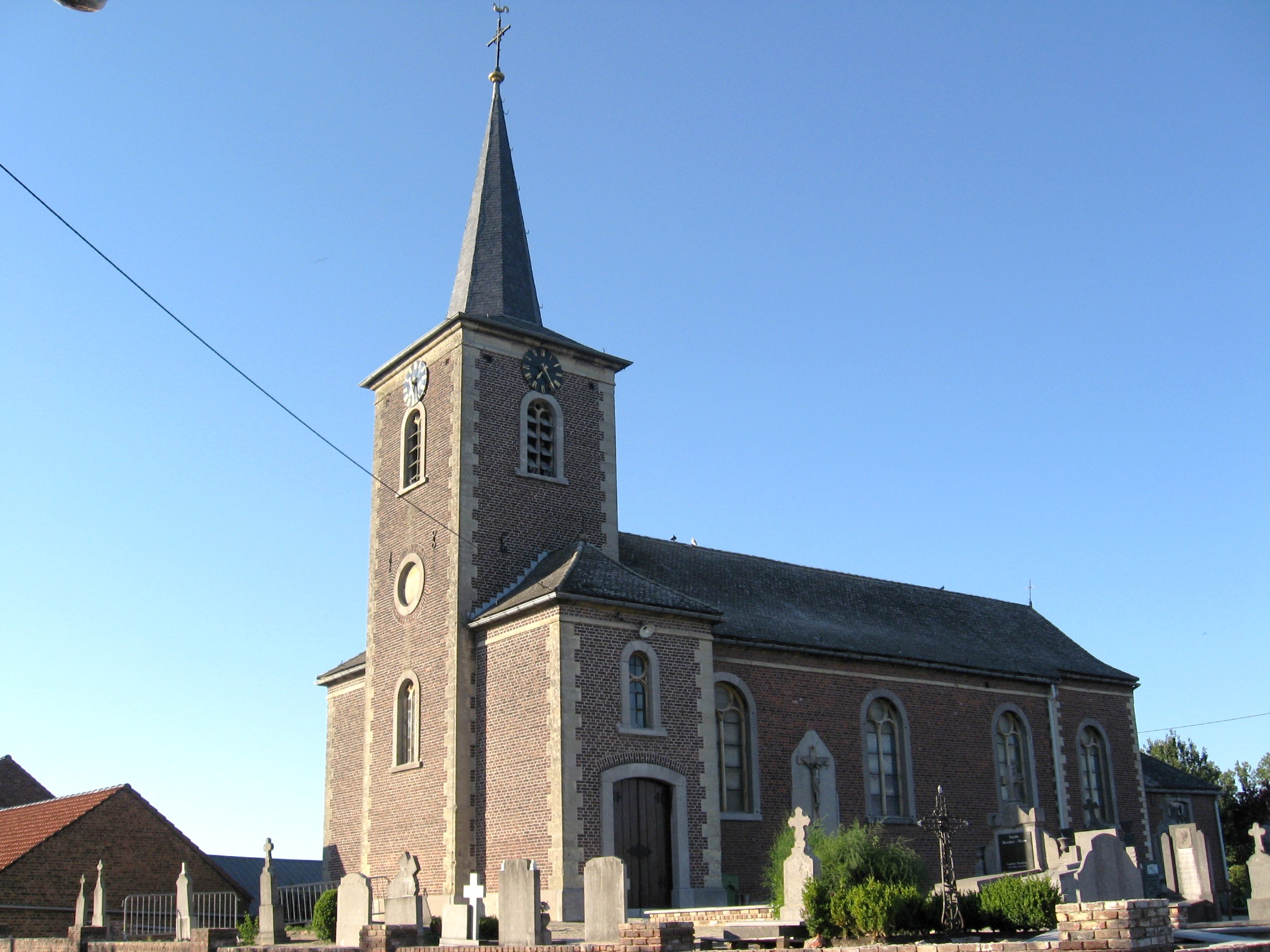
De Sint-Domitianuskerk

## Demografische ontwikkeling
- Bronnen:NIS, Opm:1831 tot en met 1961=volkstellingen

## Bezienswaardigheden
- De classicistische Sint-Domitianuskerk waarvan het schip dateert uit 1770 en de toren uit 1870. De kerk is gewijd aan de heilige Domitianus van Hoei, de 6e-eeuwse bisschop van Tongeren-Maastricht. Lange tijd werd er de Heilige Birgitta vereerd. De kerk werd samen met de ommuring van het kerkhof in 2001 beschermd als monument.
- De paalsteen die sinds 2000 beschermd is als monument
- Hoeve Onder de Twee Linden

## Natuur en landschap
Werm ligt in vochtig-Haspengouw en de hoogte varieert tussen 78 en 122 meter. Te Werm ontspringt de Wermbeek, welke in noordoostelijke richting naar Hoeselt stroomt, waar ze in de Demer uitmondt.

## Nabijgelegen kernen
Vrijhern, Alt-Hoeselt, Hoeselt, Schalkhoven, Sint-Huibrechts-Hern